# Cantone di Gondrecourt-le-Château
Il Cantone di Gondrecourt-le-Château era una divisione amministrativa dell'arrondissement di Commercy.
È stato soppresso a seguito della riforma complessiva dei cantoni del 2014, che è entrata in vigore con le elezioni dipartimentali del 2015.
Comprendeva i comuni di:
- Abainville
- Amanty
- Badonvilliers-Gérauvilliers
- Baudignécourt
- Bonnet
- Chassey-Beaupré
- Dainville-Bertheléville
- Delouze-Rosières
- Demange-aux-Eaux
- Gondrecourt-le-Château
- Horville-en-Ornois
- Houdelaincourt
- Mauvages
- Les Roises
- Saint-Joire
- Tréveray
- Vaudeville-le-Haut
- Vouthon-Bas
- Vouthon-Haut